# Beyond the Invisible
Beyond the Invisible – utwór i singel projektu Enigma z 1996 r. Singiel pochodzi z albumu "Le Roi est mort, vive le Roi!".
Ten utwór zaczyna się mówiącym głosem Sandry, a potem Michael Cretu śpiewa główny wokal.
W tym utworze znajdują się sample łotewskiej pieśni ludowej Sajāja Bramaņi ("Nobleman Rode Together") wykonywanej przez zespół folklorystyczny Rasa i gregoriański chant (Isaiah 64: 9-11) z "Gregoriani Cantus" Pierre'a Kaelina.
Teledysk do tego utworu wyreżyserował Julien Temple, a został nakręcony w lesie Savernake,koło Marlborough, w hrabstwie Wiltshire w Wielkiej Brytanii.
W teledysku brała udział fińska para taneczna łyżwiarzy figurowych - Susanna Rahkamo i Petri Kokko.

## Wydania
W 4 i 5-ścieżkowym wydaniu singla znalazł się utwór "The Light of Your Smile", który nie znalazł się na albumie "Le Roi est mort, vive le Roi!".

## Lista ścieżek
2-track CD single:
1. "Beyond the Invisible (Radio Edit)" – 4:30
2. "Almost Full Moon" – 3:40

3-track CD single:
1. "Short Radio Edit" – 3:42
2. "Radio Edit" – 4:30
3. "Album Version" – 5:05

4-track CD single:
1. "Beyond The Invisible (Radio Edit)" – 4:30
2. "Almost Full Moon" – 3:42
3. "Beyond The Invisible (Album Version)" – 5:05
4. "Light of Your Smile" – 5:10

5-track CD single:
1. "Beyond the Invisible (Radio Edit)" – 4:30
2. "Almost Full Moon" – 3:42
3. "Beyond the Invisible (Album Version)" – 5:05
4. "Light of Your Smile" – 5:10
5. "Beyond the Invisible (Short Radio Edit)" – 3:42

## Notowania
| \| Lista (1996) \| Pozycja \| \| ---------------------- \| ------- \| \| Australia[1] \| 57 \| \| Austria \| 20 \| \| Europa \| 46 \| \| Niemcy \| 40 \| \| Grecja \| 1 \| \| Finlandia \| 6 \| \| Holandia \| 27 \| \| Norwegia \| 13 \| \| Szwecja \| 29 \| \| Francja \| 32 \| \| Szwajcaria \| 36 \| \| Nowa Zelandia \| 45 \| \| Wielka Brytania \| 26 \| \| U.S. Billboard Hot 100 \| 81 \| |         |
| Lista (1996) | Pozycja |
| Australia | 57      |
| Austria | 20      |
| Europa | 46      |
| Niemcy | 40      |
| Grecja | 1       |
| Finlandia | 6       |
| Holandia | 27      |
| Norwegia | 13      |
| Szwecja | 29      |
| Francja | 32      |
| Szwajcaria | 36      |
| Nowa Zelandia | 45      |
| Wielka Brytania | 26      |
| U.S. Billboard Hot 100 | 81      |